# Splinter Cell
Splinter Cell je série 3D akčních počítačových her (konkrétně tzv. stealth akčních her či stealth akcí) založených na tichém/skrytém/nenápadném postupu misemi. Hráč se ujímá role tajného agenta Sama Fishera, který má při svém postupu hrou k dispozici rozličné hi-tech vybavení.

## Hry série
- Splinter Cell (2002: Xbox; 2003: PC, PS2, GC, GBA, NG, mobil, Mac OS X)
- SC: Pandora Tomorrow (2004: Xbox, PC, PS2, GC, GBA, mobil)
- SC: Chaos Theory (2005: Xbox, PC, PS2, GC, NG, DS, mobil)
- SC: Double Agent (2006: Xbox, Xbox 360, PC, PS2, GC; 2007: PS3, Wii)
- SC: Essentials (2006: PSP, PS Vita)
- SC: Conviction (2010: Xbox 360, PC, Mac OS X)
- SC: Blacklist (2013: Xbox 360, PC, PS3)

## Příběh

### Příběh 1. dílu
Píše se rok 2002. V odpověď na užívání stále komplikovanějšího digitálního kódování k utajení potenciálních hrozeb Spojeným státům, NSA (National Security Agency, neboli Národní bezpečnostní úřad) začala zavádět nové techniky získávání informací. Tato přísně tajná iniciativa se nazývá Třetí sekce. Ačkoli je to vládou Spojených států popíráno, Třetí sekce vyškolila elitní výzvědné jednotky, které se skládají z jednoho agenta podporovaného na dálku týmem dalších odborníků. Stejně jako skleněný střep, je rozštěpená buňka (Splinter Cell – jak jsou tyto jednotky nazývány) malá, ostrá a téměř neviditelná.
3. října 2004 CIA zkontaktovala zástupce NSA ohledně ztráty kontaktu s agentem Alison Madisonovou, agentkou monitorující šířící se komunikační výpadky v bývalé sovětské republice Gruzii. S druhým agentem, Blausteinem, který byl vyslán do Tbilisi aby nalezl agentku Madisonovou, byl přerušen kontakt po čtyřech dnech. V obavě o životy amerických agentů a za předpokladu jejich odhalení v důsledku možné teroristické aktivity, Třetí sekce aktivovala agenta Sama Fishera. Ten dostal za úkol nalézt ztracené agenty a prozkoumat situaci.

### Příběh 2. dílu (Pandora Tomorrow)
Píše se rok 2006. Spojené státy budují ve Východním Timoru dočasnou vojenskou základnu. Cílem je výcvik vznikajících obranných sil této „nejmladší světové demokracie“. Odpor proti přítomnosti americké armády v Jihovýchodní Asii narůstá, avšak výhrůžný postoj indonéských milicí k Timurské demokracii je považován za dostatečný důvod k obavám. Současně Spojeným státům vyhovuje mít záminku ke zřízení aktivní vojenské posádky pár kroků od Severní Koreje a největšího muslimského obyvatelstva v Asii. Protiamerický odpor organizuje vůdce partyzánských milicí Suhadi Sadono, kterého neoficiálně podporují významné, zkorumpované frakce indonéské vlády. Suhadiho lidi zaútočili a obsadili americkou ambasádu v Jakartě, kde drží desítky rukojmích, většinou civilní a vojenský personál. Úkolem Sama Fishera, a tedy i vaším, není zachránit rukojmí, ale zničit tajné Americké dokumenty dříve, než se jich zmocní Suhadiho lidé.

### Příběh 3. dílu (Chaos Theory)
Píše se rok 2007. Japonsko vytvořilo informační obranné síly (I-SDF) a svět se domnívá, že se jedná o porušení mezinárodních zákonů a jejich vlastní ústavy a podněcuje rostoucí napětí mezi Japonskem, Čínou a Severní Koreou. Kvůli obležení Severní Koreje a čínským blokádám přepravování nákladu přes Korejskou úžinu, Japonsko požádá USA o asistenci v souladu s americkými závazky v článku 9 Japonské poválečné ústavy. Předložení důkazů získaných I-SDF ukazuje, že devastace Japonské ekonomiky na nyní nepopulárním ‘Černozlatém dnu’ může být způsobeno mezinárodními informačními válečnými útoky. Jako národ začíná mobilizovat armádu a USA aktivuje "USS Clarence E Walsh", světovou premiéru elektronické a informační válečné platformy a hlásí se v regionech, Třetí sekce získává vítr malých a zdánlivých nespojených incidentů, které mohou způsobit konec globálních reakcí…

### Příběh 4. dílu (Double Agent)
Sam už není tím, kým býval. Jednak stárne, ale pocítil velikou ztrátu. Jeho dceru Sarah (Sáru) srazilo a zabilo auto řízené jejím opilým spolužákem, když se vracela z vysokoškolské párty. Sama to psychicky složilo. NSA ho okamžitě suspendovalo a Sam se pár měsíců odebral nudit a truchlit domů do Baltimore. Po pár měsících se ale něco změní. Sam si nechá udělat tetování, ostříhá se dohola a začne "poloautomatem" vykrádat banky a zabíjet civilisty. Až to té doby, než se ho jeden pracovník banky nezalekne a SWAT tým Sama zatýká. Za to, co Sam provedl dostává jen "pouhých" 20 roků. Ve vězení dostane celu s mladým Jamiem Washingtonom, s kterým se rychle spřátelí. Potom ho navštíví Lambert, který se tváří, že je šokovaný z rychlé proměny jeho povahy. Ve skutečnosti ale všechno ví. Sam nezačal z nudy zabíjet. Ve skutečnosti nezabil ani jednoho civilistu. Zkrátka, když to už v samotě nemohl vydržet, zašel za Lambertem, aby mu dal nějakou misi. V práci mu bude přece lépe, když nebude mít v hlavě jen smutek. Ten mu dá za úkol zničit zločineckou organizaci John's Brown Army (JBA) působící v New Orleans. Nejlehčí cesta je přes Jamieho, který sedí ve vězení a ke kterému se přidá i Sam. Sam Fisher je dvojitý agent.

### Příběh 5. dílu (Conviction)
Poslední dobou se Sam Fisher snažil zůstat mimo svou minulost. Přitom ale neustále pátral po vrahovi své dcery Sáry. Jenže stopa ho dovedla na místo, které si přál, aby už nikdy neviděl: Washington DC. Po svém dopadení je Sam donucený spolupracovat se starými přáteli, kterým už ale nemůže nikdy věřit a s kterými musí zachránit zemi, která ho využila a odhodila jako psa. Pokud nebude připravený čelit silnému a doposud neznámému nepříteli ze zkorumpované Třetí sekce, nikdy nenajde pravdu o tom, co se stalo jeho dceři doopravdy. Sam se stane nepřítelem státu a bude zapletený do spiknutí, jehož jehož chapadla vedou až do sídla vlády USA.

### Příběh 6. dílu (Blacklist)
Příběh se odehrává šest měsíců po Reedově pokusu o převrat ve Washingtonu. Spojené státy americké mají svá vojska ve dvou třetinách zemí. Skupina dvanácti států této americké utlačovanosti má však po krk a tak vzniká teroristická organizace Blacklist. Tato organizace má na starost odpočítávání teroristický útoků na celé Spojené státy americké. Po zániku Třetí sekce Sam Fisher založil novou skupinu sekci s názvem Čtvrtá sekce. Tato jednotka je přímo na rozkazy Patrície Caldwellové – prezidentky Spojených států amerických. Díky stealth letounu Antonov AN-225 – Paladin je Čtvrtá sekce mobilní a může plnit co nejrychleji rozkazy prezidentky. Sam má za úkol zničit celou organizaci Blacklist za každou cenu a zastavit odpočítávání, než se skončí na nule.

## Zbraně, vybavení, předměty a prvky ve hře

### Multifunkční útočná puška SC-20K (originální název FN F-2000)
Střílí náboje 5,56×45 mm ss109 (stejné používají zbraně M16, M4 i jiné) jednotlivě nebo v dávkách. Je vybavena tlumičem záblesku/zvuku a kombinovaným multifunkčním odpalovačem. Z něho je možno odpalovat:
- Prstencové projektily
- Příchytné kamery
- Záškodnické kamery
- Příchytné paralyzéry
- Kouřové granáty

Dále je vybavena optickým zaměřovačem. Ve třetím pokračováním Splinter Cell: Chaos Theory je odstraněn a je k dispozici pouze s modulem, který z pušky udělá odstřelovací pušku.

### Vybavení
- SC Pistole(Five-seven)- v zásobníku na 20 nábojů jsou 5,72×28 mm ss190 náboje. S namontovaným zábleskovým/zvukovým tlumičem.
- Šperhák
- Laserový mikrofon (Taktické audio vybavení)
- Kamerová rušička
- Optický kabel
- Jednorázový odpalovač zámků

### Předměty
- Nástěnné miny
- Chemické světlice
- Světlice
- Tříštivý granát
- Lékárnička
- Náboje

### Prvky ve hře
- Spouštěč alarmu
- Automatická střílna
- Sledovací kamera
- Opancéřovaná kamera
- Kódový zámek
- Sítnicový skener

## Seznam her
| Epizoda | Název                                        | Výrobce                                                           | Dostupnost        | Dostupnost                         | Dostupnost                    | Rok        |
| ------- | -------------------------------------------- | ----------------------------------------------------------------- | ----------------- | ---------------------------------- | ----------------------------- | ---------- |
| Epizoda | Název                                        | Výrobce                                                           | PC                | Konzole                            | Ostatní                       | Rok        |
| První   | Tom Clancy's Splinter Cell                   | Ubisoft Montreal, Ubisoft Shanghai                                | Windows, Mac OS X | PS2, GBA, Xbox, GCN, N-Gage        | Mobilní telefon*              | 2002, 2003 |
| Druhá   | Tom Clancy's Splinter Cell: Pandora Tomorrow | Ubisoft Shanghai, Ubisoft Annecy, Babaroga                        | Windows           | PS2, GBA, Xbox, GCN                | Mobilní telefon*              | 2004       |
| Třetí   | Tom Clancy's Splinter Cell: Chaos Theory     | Ubisoft Montreal, Ubisoft Annecy                                  | Windows           | PS2, Xbox, GCN, N-Gage, DS         | Mobilní telefon*              | 2005       |
| Čtvrtá  | Tom Clancy's Splinter Cell: Essentials       | Ubisoft Montreal                                                  | nevydáno          | nevydáno                           | PSP, PS Vita                  | 2006, 2007 |
|         | Tom Clancy's Splinter Cell: Double Agent     | Ubisoft Montreal, Ubisoft Shanghai, Ubisoft Annecy, Ubisoft Milan | Windows           | PS2, Xbox, GCN, Xbox 360, PS3, Wii | Mobilní telefon*              | 2006       |
| Pátá    | Tom Clancy's Splinter Cell: Conviction       | Ubisoft Montreal                                                  | Windows           | Xbox 360                           | Mobilní telefon**, iPhone OS* | 2010       |
| Šestá   | Tom Clancy's Splinter Cell: Blacklist        | Ubisoft Toronto, Ubisoft Montreal, Ubisoft Shanghai               | Windows           | Xbox 360, PS3                      |                               | 2013       |

* – Tato epizoda nepatří do hlavní série hry a svým koncem je v příběhové linii slepou větví.
** – Vyrobeno Gameloftem.